# Faucherea
Faucherea – rodzaj roślin z rodziny sączyńcowatych obejmujący 11 gatunków. Przedstawiciele rodzaju występują na Madagaskarze.

## Systematyka
Pozycja systematyczna według APweb (aktualizowany system APG III z 2009)
Rodzaj z plemienia Sapoteae z podrodziny Sapotoideae w obrębie sączyńcowatych.

Do rodzaju zaliczane są gatunki:
- Faucherea ambrensis (Capuron ex Aubrév. Adansonia, n.s. 11(2): 288–289 1971)
- Faucherea glutinosa Aubrév. Adansonia, n.s. 11(2): 287 1971)
- Faucherea hexandra (Lecomte) Lecomte Bull. Mus. Natl. Hist. Nat. 26: 248 1920)
- Faucherea laciniata Lecomte Bull. Mus. Natl. Hist. Nat. 26: 251, f. 3 1920)
- Faucherea longepedicellata Aubrév. Adansonia, n.s. 11(2): 282–284 1971)
- Faucherea manongarivensis Aubrév. Adansonia, n.s. 11(2): 284, p. 3 1971)
- Faucherea parvifolia Lecomte Bull. Mus. Natl. Hist. Nat. 26: 251, f. 4 1920)
- Faucherea sambiranensis Aubrév. Adansonia, n.s. 11(2): 285 1971)
- Faucherea tampoloensis Aubrév. Adansonia, n.s. 11(2): 286–287 1971)
- Faucherea thouvenotii Lecomte Bull. Mus. Natl. Hist. Nat. 26: 248, f. 2 1920)
- Faucherea urschii Capuron ex Aubrév. Adansonia, n.s. 11(2): 285–286 1971)